# Callaly and Yetlington
Callaly and Yetlington var en civil parish 1866–1955 när det uppgick i Callaly, i grevskapet Northumberland i England. Civil parish var belägen 15 km från Alnwick och hade 163 invånare år 1951. Det inkluderade byn Callaly och Yetlington.